# Bogusław Wiłkomirski
Bogusław Andrzej Wiłkomirski (ur. 10 marca 1949 w Łodzi) – polski biochemik, profesor nauk biologicznych, profesor zwyczajny Uniwersytetu Warszawskiego i Uniwersytetu Jana Kochanowskiego w Kielcach.

## Życiorys
Absolwent XXXVII Liceum Ogólnokształcącego im. Jarosława Dąbrowskiego w Warszawie (1966). W 1971 ukończył studia z zakresu chemii na Wydziale Chemii Uniwersytetu Warszawskiego. Doktoryzował się w 1977 na Wydziale Biologii UW na podstawie rozprawy zatytułowanej Biosynteza estrów alkoholi trójterpenowych w kwiatach Calendula officinalis. Stopień naukowy doktora habilitowanego uzyskał w 1987 w oparciu o pracę Struktura, rozmieszczenie subkomórkowe i biosynteza pięciocyklicznych trioli triterpenowych w kwiatach Calendula officinalis. Tytuł naukowy profesora nauk biologicznych otrzymał 1 stycznia 2001. Specjalizuje się w biogeochemii i ekotoksykologii.
Od 1971 związany był z Uniwersytetem Warszawskim, na którym w 2008 objął stanowisko profesora zwyczajnego. Pracował w Instytucie Biochemii UW, będąc w latach 80. jego wicedyrektorem. W 1988 przeszedł do Instytutu Botaniki, którego dyrektorem był w latach 2002–2005 i 2008–2009. Ponadto w latach 1990–1996 i w kadencji 2005–2008 był prodziekanem Wydziału Biologii UW. W 2009 został zatrudniony na stanowisku profesora zwyczajnego na Uniwersytecie Humanistyczno-Przyrodniczym Jana Kochanowskiego w Kielcach, przekształconym w 2011 w Uniwersytet Jana Kochanowskiego. Na UJK dołączył do Samodzielnego Zakładu Ochrony i Kształtowania Środowiska na Wydziale Matematyczno-Przyrodniczym. Po jego przekształceniu w katedrę, objął w 2012 kierownictwo Zakładu Biogeochemii Ekosystemów Lądowych.
Autor lub współautor ponad 125 prac, w tym podręczników do chemii dla szkół podstawowych i średnich. W latach 1994–2009 wypromował czterech doktorów. W 1994 został rzeczoznawczą merytorycznym Ministerstwa Edukacji Narodowej. Odbył staże naukowe w Instytucie Chemii Organicznej Mołdawskiej Akademii Nauk (1973–1974) i Instytucie Biochemii Uniwersytetu w Liverpoolu (1979). Członek m.in. Polskiego Towarzystwa Toksykologicznego, Phytochemical Society of North America (1998–2001), Phytochemical Society of Europe, International Society for Environmental Biogeochemistry, International Advisory Committee i Związku Literatów Polskich.
W młodości uprawiał judo (3 dan; uzyskał uprawnienia sędziego tej dyscypliny), szermierkę i taternictwo. Był prezesem klubu AZS Uniwersytet Warszawski i Warszawsko-Mazowieckiego Związku Judo oraz sekretarzem zarządu Polskiego Związku Judo. Jego synem jest judoka Krzysztof Wiłkomirski, medalista mistrzostw świata i olimpijczyk. Wspólnie opublikowali książkę pt. Judo, nie tylko dla dzieci (2016).
Odznaczony Złotym Krzyżem Zasługi (2005) i Medalem Komisji Edukacji Narodowej (2007). W 1988 podjął współpracę z Narodowym Uniwersytetem Uzbekistanu, na którym koordynował grant europejski (2006–2007). W 2011 uzbecka uczelnia uhonorowała go tytułem doktora honoris causa.
W 2025 r. odznaczony Krzyżem Kawalerskim Orderu Odrodzenia Polski.